# Nisos

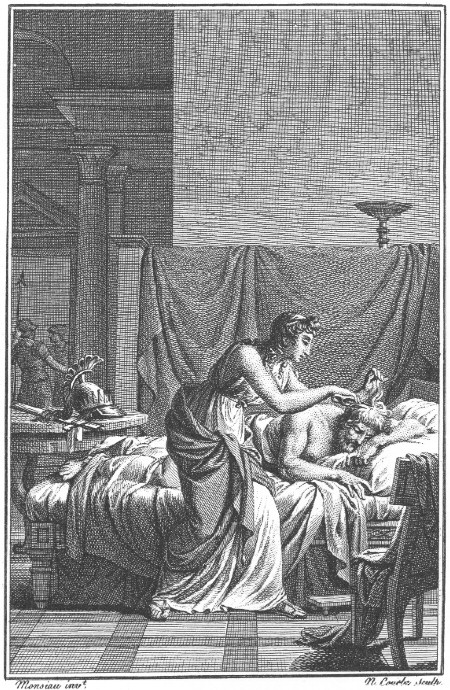
Skylla schneidet die purpurne Locke vom Kopf ihres Vaters (Zeichnung von Nicolas-André Monsiau, 1754-1837) aus Les Métamorphoses d’Ovide, Paris 1806

Nisos (altgriechisch Νῖσος Nísos, lateinisch Nisus) war in der griechischen Mythologie ein König von Megara, der durch eine purpurne Locke inmitten seines grauen Haares unbesiegbar war.

## Überlieferung
Sein Vater Pandion, der König von Attika, war von den Metioniden aus Athen vertrieben worden und floh nach Megara. Er heiratete die Königstochter Pylia und wurde König von Megara. In Megara wurden ihnen die vier Söhne Aigeus, Nisos, Pallas und Lykos geboren. Nach dem Tode Pandions zogen die vier Brüder gegen Athen und verjagten die Metioniden und teilten das Reich untereinander auf. Während Aigeus Athen erhielt wurde Nisos König von Megara. Nach anderer Darstellung war er der Sohn des Ares oder des Deion. Er war mit Abrote, der Tochter des Onchestos und Schwester des Megareus, verheiratet und zeugte mit ihr Skylla, Eurynome und Iphinoe.
Nisos’ Machtbereich reichte laut Philochoros vom Isthmus von Korinth bis Pythium und laut Andron von Teos bis Eleusis und der Thriasischen Ebene. Es kam zwischen ihm und Skiron zum Streit wer der rechtmäßige König sei. Aiakos schlichtete den Streit und schlug vor, dass Nisos König bleiben sollte und Skiron Oberbefehlshaber der Streitkräfte. Er baute eine Hafenstadt, die er nach sich selbst Nisaia nannte. Auch Megara soll damals nach ihm Nisai genannt worden sein.
Bezüglich seiner purpurnen Locke erhielt er das Orakel, dass er solange über Megara herrschen werde solange er sie trägt. Als Minos, König von Kreta gegen Athen Krieg führte, nachdem sein Sohn Androgeos nach dem Sieg der Panathenäen ums Leben gekommen war, landete er zunächst auf der Insel Minoa gegenüber von Nisaia und verheerte von hier aus das Land. Gewöhnlich wurden diese Geschehnisse in die Regierungszeit des attischen Königs Aigeus datiert. Laut Eusebius von Caesarea wurde Androgeos jedoch im vierten Regierungsjahr von Theseus getötet und der Heerzug des Minos legte er in sein achtes Regierungsjahr. Nisos’ Schwiegersohn Megareus aus Onchestos, der mit Iphinoe verheiratet war, kam ihm zu Hilfe, fiel im Kampf und wurde in Megara, welches nun nach ihm benannt wurde, begraben.
Nachdem Minos die Megaris in kurzer Zeit erobert hatte belagerte er die Stadt Nisaia. Nach sechs Tagen konnten noch immer keine der Kriegsparteien den Sieg für sich verbuchen. Nisos’ Tochter Skylla verliebte sich in Minos, den sie vom Turm der väterlichen Burg beobachtet hatte. Um ihm zum Sieg zu verhelfen und den Krieg zu beenden, schnitt sie die purpurne Locke vom Kopf ihres Vaters ab, brachte sie Minos und wünschte sich ihn als Gegengabe. Dieser wies sie und ihr Geschenk jedoch entrüstet zurück und bezeichnete sie als Monster. Nach dem Fall von Megara segelte er ohne Skylla davon, die sich nach einem längeren Monolog ins Meer stürzte und sich am Schiff des Minos festklammerte. Als sie ihr Vater, der sich inzwischen zu einem Fischadler verwandelt hatte, verfolgte und zu töten drohte, verwandelte sich Skylla in den Vogel Ciris (von altgriechisch κεῖρις keíris, deutsch ‚Scherer‘). Wilhelm Heinrich Roscher vermutete, dass es sich bei Ciris um den Purpurreiher handelt. Nach der Bibliotheke des Apollodor starb Nisos, nachdem seine Tochter ihm die purpurnen Haare ausgerissen hatte und nun konnte Minos die Stadt einnehmen. Für ihren Verrat ließ er Skylla mit den Füßen ans Heck seines Schiffes binden, so dass sie mit dem Kopf untertauchte und ertrank. Pausanias sagte, dass Nisos starb, nachdem Skylla ihm die purpurnen Haare abgeschoren hatte. Minos ließ sie von Bord seines Schiffes werfen, da er sie nicht heiraten wollte. Sie ertrank und wurde südlich von Kalaureia bei einem Kap, das fortan Kap Skylla genannt wurde, an Land gespült. Da sie nicht begraben wurde, wurde ihr Leichnam von Seevögeln verschleppt. Strabon berichtet hingegen, dass Nisos seine Tochter für ihren Verrat ins Meer stürzte und ihr toter Körper am Vorgebirge Skylläum angespült wurde.
Der Leichnam des Nisos wurde von den Athenern nach Athen überführt und hinter dem Lykeion beigesetzt. Nachfolger des Nisos wurde Alkathoos, der Sohn des Pelops, der von Elis nach Megara geflohen war. Nach der megarischen Version des Mythos soll es den Krieg mit Minos nicht gegeben haben und nach Nisos wurde Megareus König und erst diesem folgte Alkathoos.